# Diritti LGBT in Liechtenstein

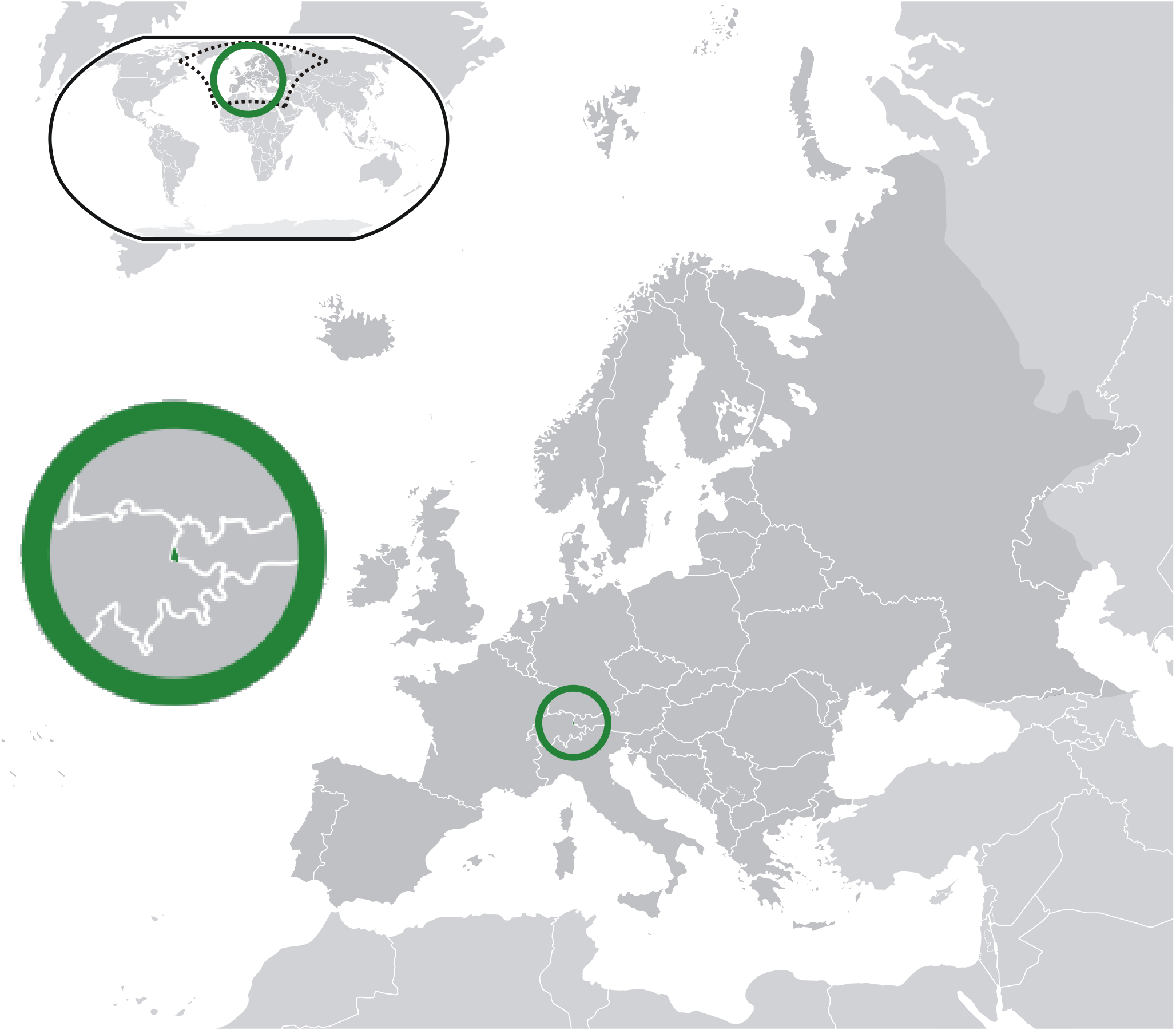
Localizzazione del Liechtenstein nel mondo

I diritti delle persone LGBT (lesbiche, gay, bisessuali e transgender) in Liechtenstein non sono gli stessi delle persone eterosessuali. L'attività sessuale tra persone dello stesso sesso è legale dal 1989, mentre dal 2001 è stata fissata la stessa età del consenso delle coppie eterosessuali. Le coppie dello stesso sesso hanno accesso alle partnership registrate dal 2011, e dal 2016 sono vietate le discriminazioni verso gli omosessuali in alcuni settori.
Dal 1º gennaio 2025 è consentito il matrimonio egualitario.

## Legge sull'attività sessuale tra persone dello stesso sesso
L'omosessualità è stata legalizzata nel 1989 con l'eliminazione delle sezioni 129 e 130 del codice penale, sebbene l'età del consenso non sia stata pareggiata fino al 2001. E', ora, fissata a 14 anni a prescindere dall'orientamento sessuale.
Il codice penale è stato rivisto nel dicembre 2000 per rimuovere ogni discriminazione contro le persone omosessuali, e le modifiche sono entrate in vigore nel 2001.

## Riconoscimento delle relazioni tra persone dello stesso sesso
Il diritto del Paese dal 2002 è stata riformato per includere delle protezioni ai partner domestici dello stesso sesso nella definizione di "next of kin".
Il progetto di legge sulle associazioni registrate è stato respinto dal Parlamento nell'estate 2003. Una nuova proposta della Freie Liste è stata adottata dal Parlamento del Liechtenstein con una maggioranza di 19 voti contro 6 il 24 ottobre 2007.
Il Ministro della Giustizia Aurelia Frick ha presentato la bozza di la legge sulla partnership registrata nell'aprile 2010. Il 23 novembre, il governo ha approvato la versione finale del disegno di legge. Il 16 dicembre 2010 è stato approvato dal Parlamento in prima lettura. È stato approvato in seconda lettura il 16 marzo ed è stato pubblicato il 21 marzo 2011. La legge doveva entrare in vigore il 1º settembre a meno che non si tenesse un referendum. Un gruppo Vox Populi decise di sottoporre la legge a un referendum e raccolse in 30 giorni le 1.000 firme necessarie.
Il 17 e 19 giugno 2011 si è tenuto un referendum e il 68,8% degli elettori ha approvato la legge, che è quindi entrata in vigore il 1º settembre 2011.
Dal 1º gennaio 2017 i partner omosessuali registrati possono avere un "cognome" comune equivalente a uno dei "cognomi" dei partner della coppia.
Il 21 settembre 2022, 15 dei 25 parlamentari hanno presentato una mozione per chiedere al governo di preparare un disegno di legge sul matrimonio egualitario. La mozione è stata approvata il 2 novembre 2022 con 23 voti favorevoli e 2 contrari.
L'11 luglio 2023 il governo ha approvato un rapporto riguardante le proposte di modifica di alcune parti di tre leggi già esistenti, tra cui quella sul matrimonio e quella sulle unioni registrate, come metodo di implementazione della mozione; il periodo di consultazione è terminato ad ottobre 2023.
Il 17 maggio 2024 il Parlamento del Liechtenstein ha votato per l'introduzione del matrimonio egualitario a partire dal 1º gennaio 2025.

## Adozione e genitorialità
I single possono adottare indipendentemente dal proprio orientamento sessuale, mentre la legge che ha legalizzato le unioni registrate nel 2011 non prevedeva inizialmente la possibilità di adottare bambini da parte di coppie omosessuali.
Tuttavia, 15 giugno 2021 la Corte di Stato ha dato al parlamento un anno di tempo per modificare le leggi in maniera tale da permettere la cosiddetta stepchild adoption. Una legge preparata dal governo per rispettare la sentenza è stata approvata il 6 maggio 2022.
Dopo un periodo di consultazione conclusosi il 30 settembre 2022, il 31 ottobre il governo ha approvato una mozione per aprire le adozioni alle coppie dello stesso sesso. La legge è passata in prima lettura il 2 dicembre con 23 voti favorevoli e 2 contrari ed è stata approvata definitivamente il 2 marzo 2023. La pubblicazione della legge nella Gazzetta Legale Nazionale è avvenuta il 25 aprile 2023 e la nuova normativa è entrata in vigore il 1º giugno dello stesso anno.

## Protezioni contro la discriminazione
Il 22 febbraio 2005, a seguito di una riorganizzazione del dipartimento, il Dipartimento per le pari opportunità (Stabsstelle für Chancengleichheit) è stato incaricato di includere la discriminazione sull'orientamento sessuale nella sua area delle proprie responsabilità.
La legge sui media del Liechtenstein (Mediengesetz), emanata nell'ottobre 2005, dichiara che il contenuto dei media sarà considerato illegale se incita o sostiene la discriminazione basata sull'origine razziale o etnica, il genere, la religione, l'età, la disabilità o l'orientamento sessuale.

Dal 1º aprile 2016, dopo una modifica del codice penale, è stata vietata la discriminazione in base all'orientamento sessuale nel Liechtenstein, punibile con due anni di reclusione. La sezione 283 del codice penale afferma:

## Donazione di sangue
Per quanto concerne le donazioni di sangue, il Liechtenstein segue le stesse normative vigenti in Austria, dove le regole sono state modificate per eliminare ogni discriminazione nei confronti delle persone LGBT a partire dall'estate del 2022.

## Condizioni di vita
Un'organizzazione LGBT, Flay, è stata fondata nel 1998, e organizza attività sociali nella zona tra il Liechtenstein, Vorarlberg (Austria) e la Valle del Reno svizzera.
La privacy e i diritti individuali sono considerati elementi fondamentali della società del Paese. Discriminazioni dirette e pubbliche contro le persone LGBT sono estremamente rare e praticamente non avvengono. Nonostante il Liechtenstein abbia una reputazione come paese cattolico conservatore, le coppie omosessuali e le persone LGBT generalmente affrontano poche differenze sociali rispetto alle coppie eterosessuali e sono accettate e tollerate. La Nazione è spesso paragonata a "una grande famiglia dove tutti si conoscono e si fanno gli affari loro con poche interferenze dagli altri". Anche a causa della popolazione numericamente molto contenuta, non ci sono bar o altri luoghi gay.
Un sondaggio online del 2017 condotto da Liechtensteiner Vaterland ha evidenziato che la maggioranza è a favore della legalizzazione del matrimonio omosessuale, in particolare il 69%.

## Tabella riassuntiva
| Attività omosessuale legale                                                      | (dal 1989)         |
| Parità nell'età del consenso sessuale                                            | (dal 2001)         |
| Leggi anti-discriminazione sul lavoro                                            | (dal 2016)         |
| Leggi anti-discriminazione nella fornitura di beni e servizi                     | (dal 2016)         |
| Leggi anti-discriminazione in tutti gli altri settori (inclusi i crimini d'odio) | (dal 2016)         |
| Matrimonio egualitario                                                           | (dal 2025)         |
| Unione civile                                                                    | (dal 2011)         |
| Adozione per i single LGBT                                                       | Si                 |
| Stepchild adoption per le coppie omosessuali                                     | (dal 2022)         |
| Adozione per le coppie omosessuali                                               | (dal 2023)         |
| Autorizzazione a prestare servizio nelle forze armate                            | senza forze armate |
| Diritto di cambiare legalmente genere nei documenti                              | No                 |
| Terapie di conversione vietate                                                   | No                 |
| Accesso alla fecondazione in vitro per le lesbiche                               | [ 26 ]             |
| Surrogazione di maternità                                                        | No                 |
| Permesso di donare il sangue                                                     | (dal 2022)         |